# 592

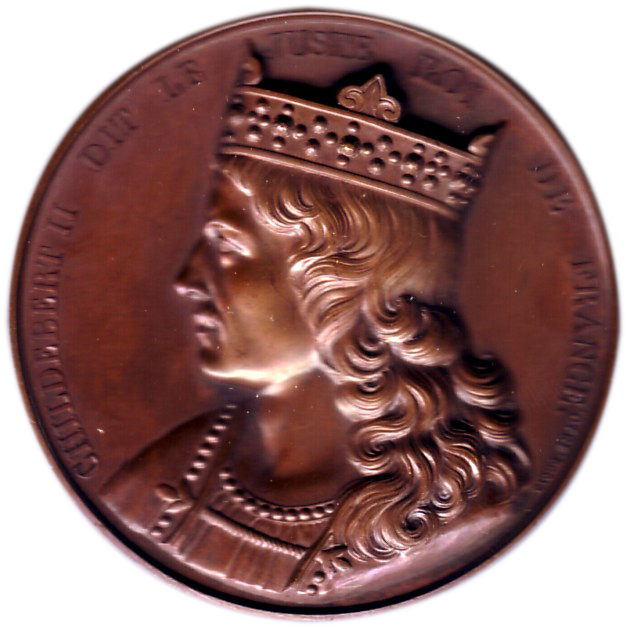
Koning Childebert II (570-596)

Het jaar 592 is het 92e jaar in de 6e eeuw volgens de christelijke jaartelling.

## Gebeurtenissen

### Europa
- 28 maart - Koning Gunthram overlijdt in Chalon-sur-Saône na een regeerperiode van 31 jaar en wordt opgevolgd door zijn neef Childebert II. Hij annexeert Bourgondië en probeert de gebieden van Neustrië en Aquitanië bij zijn rijk in te lijven.
- Koning Ceawlin wordt in de veldslag bij Woden's Barrow (Zuidwest-Engeland) door de Angelen verslagen. Hij wordt als heerser (bretwalda) van Wessex afgezet. (Volgens de Angelsaksische Kroniek)
- Aethelfrith van Northumbria (592-616) wordt koning van Bernicia (huidige Schotland). Hij voert tijdens zijn bewind verschillende militaire campagnes tegen de naburige koninkrijken Dalriada en Deira.
- Paus Gregorius I de Grote sluit vrede met Agilulf van de Longobarden. Het exarchaat Ravenna valt onder bevel van Romanus het Longobardische Rijk binnen en verovert de stad Perugia (Italië).

### Azië
- 8 december - Keizer Sushun wordt na een regeerperiode van 5 jaar vermoord door rivalen van de Soga-clan. Hij wordt opgevolgd door de 38-jarige Suiko, weduwe van de voormalige keizer Bidatsu.

## Geboren
- Ida van Nijvel, echtgenote van Pepijn van Landen (waarschijnlijke datum)

## Overleden
- 28 maart - Gunthram (59), koning van Bourgondië
- 8 december - Sushun, keizer van Japan